# Black Hole Sun
"Black Hole Sun" is een nummer van de Amerikaanse grungeband Soundgarden. Het verscheen oorspronkelijk op hun album Superunknown uit 1994 en was het derde nummer van het album dat als single werd uitgebracht. Het nummer verscheen enkele jaren later ook op het greatest hits-album A-Sides. Het is het populairste en bekendste nummer van de groep en het populairste grunge-nummer uit 1994. Het was een van de laatste grote grunge-hits die ook bij een breed publiek succes kenden. In 1995 won de groep met het nummer de Grammy Award voor 'Best Hard Rock Performance'.

## Tekst en muziek
Het nummer verscheen in de zomer van 1994, kort na de dood van grunge-icoon Kurt Cobain. De sombere teksten (zoals het refrein "Black hole sun/Won't you come/And wash away the rain") kunnen de populariteit van het nummer ten goede zijn gekomen gezien de algemene droefheid in de grunge-wereld rond die tijd. De teksten leken weinig betekenend wanneer men ze op papier beschouwde, maar kwamen tot hun recht in het nummer door de psychedelische sound en de afwisseling tussen rustige, haast verlammende melodie en overdonderende gitaarriffs. Ook de videoclip van het nummer sloot hier bij aan, met verontrustende en bizarre scènes.

## Videoclip
De surrealistische en apocalyptische videoclip van "Black Hole Sun" kende tijdens de zomer van '94 veel airplay op MTV. In de clip zijn de curieuze bewoners van een Amerikaanse buitenwijk te zien die uiteindelijk wordt opgeslokt door een zwart gat, terwijl de bandleden het nummer staan te spelen in een open veld. Er wordt beweerd dat de clip zou referen aan de Britse tv-serie Doctor Who en aan films van David Lynch. De clip werd bekroond met een MTV Video Music Award voor 'Best Metal/Hard Rock Video'.

## Andere uitvoeringen
Diverse artiesten hebben "Black Hole Sun" gecoverd en een eigen draai aan het nummer gegeven, zowel op plaat als live. Zo maakte Paul Anka een swing-versie van het nummer en verwerkte Brad Mehldau het tot een 23 minuten lang jazz-stuk. Verder is het nummer gecoverd door onder andere Incubus, Alanis Morissette en Peter Frampton. Guns n' Roses bracht het nummer live ten gehore tijdens hun Not In This Lifetime-tour. Na het uit elkaar gaan van Soundgarden bracht zanger Chris Cornell het nummer ook geregeld live ten gehore op zijn Euphoria Morning-tournee, net als met zijn latere band Audioslave tijdens hun Out of Exile-tour en hun Live 8-optreden.
"Weird Al" Yankovic maakte een parodie op "Black Hole Sun" die hij verwerkte in zijn nummer "The Alternative Polka".

## NPO Radio 2 Top 2000
| Nummer met noteringen in de NPO Radio 2 Top 2000 | '11 | '12 | '13 | '14 | '15 | '16 | '17 | '18 | '19 | '20 | '21 | '22 | '23 | '24 |
| ------------------------------------------------ | --- | --- | --- | --- | --- | --- | --- | --- | --- | --- | --- | --- | --- | --- |
| Black Hole Sun                                   | 849 | 469 | 418 | 539 | 605 | 425 | 193 | 261 | 300 | 344 | 359 | 343 | 372 | 338 |

1. ↑  Een vetgedrukt getal geeft de hoogste notering aan.
2. ↑  2011 was het eerste jaar met een notering voor dit nummer.